# 4α-甲基粪生甾醇
4α-甲基粪生甾醇（英語：4α-methylfecosterol，或称作4α-甲基-5α-麦角甾-8(9),24(28)-二烯-3β-醇，4α-Methyl-5α-ergosta-8(9),24(28)-dien-3β-ol，分子式C29H48O）是真菌甾醇的代谢中间产物，可由酶HYD1改变双键位置转化为24-亚甲基冠影掌烯醇，或发生4-去甲基化生成粪生甾醇。